# Bryn Celli Ddu
Bryn Celli Ddu je prazgodovinsko najdišče na valižanskem otoku Anglesey v bližini vasi Llanddaniel Fab. Njegovo ime pomeni "gomila v temnem gaju". Arheologi so ga izkopali med letoma 1928 in 1929. Obiskovalci lahko vstopijo v gomilo do grobne komore skozi kamnit prehod. Je med glavnimi neolitskimi spomeniki. Upravlja ga Cadw (agencija valižanske vlade za zgodovinske spomenike). V grobni komori je skrivnostni steber z vzorci v kamnu, ki so vklesani z valovitimi črtami. Kraj je bil včasih henge s kamnitim krogom, ki so ga verjetno uporabljali ob poletnem solsticiju. Oboje je pritegnilo veliko zanimanja.

## Spomenik
Bryn Celli Ddu na splošno velja za eno najboljših prehodnih grobnic v Walesu.  V primerjavi z mnogimi kamnitimi grobnicami s komorami to ni samo popolna prehodna in pokopna komora, je tudi pokopana pod gomilo ali kupom kamenja, ki je bila leta 1929 po izkopavanjih ponovno narejena. Danes je prehod dolg 8,4 metra, prvih 3,4 metra je nepokritih in s parom portalnih kamnov. Glavni prehod je med navpičnimi ploščami kot stenami, pokrit je z vrsto kamnitih preklad.  Gomila, v bistvu je manjša, kot je bila prvotna, ne zapira več popolnoma pogrebne komore, tako da je zadnja stena odprta navzven, kar dopušča prodor naravne svetlobe. 
Več nenavadnih kamnov je. V grobni komori je samostojno stoječ gladek kamnit steber, približno 2 m visok, zelo zaobljene oblike. Oblikovani kamni te vrste so zelo redki. Rupert Soskin in Michael Bott sta menila, da so to okamneli ostanki debla. 
Onstran zadnje stene komore je na kraju, ki je bil nekoč v gomili, replika Kamna z vzorcem (Pattern Stone). Bil je najden, pokopan pod gomilo in postavljen na prvotni kraj, ko je bil tu henge namesto grobnice. Vzorci v obliki valov ali serpentin se vijejo okoli obeh strani kamna. V grobu je še en kamen z majhnim spiralnim vzorcem, a je njegova verodostojnost vprašljiva. 
Zunaj grobnice obroč robnih kamnov kaže prvotni obseg gomile in prav tako je mogoče videti črto jarka prejšnjega spomenika henge. Menijo, da so trije kamni, vidni v kamniti gomili, del kamnitega kroga v tistem času.
Prehod je približno poravnan s poletnim solsticijem ali z obdobjem nekaj tednov po njem, ko sončna svetloba najde pot do zadnje stene grobne komore. 
Spomenik je del sistema neolitskih in bronastodobnih spomenikov. Še dve drugi gomili so odkrili na jugu Bryn Celli Dduja, medtem ko sta na območju takoj na zahodu menhir ali stoječ kamen ter skalni izdanek z vklesanim vzorcem.

## Prvotna uporaba
Najzgodnejši ugotovljeni ostanki so vrsta petih lukenj (ostanki stebrov). Radiokarbonska analiza borovega oglja iz dveh jam, narejena leta 2006, je pokazala, da so iz približno 4000 let pred našim štetjem, torej iz konca mezolitika in 1000 let pred naslednjo fazo uporabe. [6] Njihov namen ni znan.

### Henge
Približno 3000 pred našim štetjem je bil zgrajen henge. Zunanji krožni nasip in jarek določata mejo, čeprav je ohranjen le jarek, širok 21 metrov. Znotraj tega je bil kamnit krog, ki je imel obredni pomen. Obroč iz 17 kamnov je bil oblikovan v oval, mnogi so bili v parih na vsaki strani centra. Upepeljene človeške ostanke so pokopali na dnu nekaterih od njih, kar namiguje na osrednji "oltar". Kost, izkopana v hengeu, iz tega obdobja kaže, da je bil pokopan en sam človek in prekrit z ravno ploščo. Drugi kamen, znan kot Kamen z vzorcem (Pattern Stone), je ležal v bližini, vzorec je  vijugast. Najbrž je stal pokončno v hengeu, saj je vzorec obojestranski.

### Grobnica s hodnikom
Okoli 1000 let po tem, ko je bil zgrajen henge, se je kraj močno spremenil. Vsi razen enega od stalnih kamnov so bili namerno poškodovani, nekateri so bili podrti, šest je bilo razbitih s težjimi kamni. Na njihovem mestu je bila zgrajena grobnica s prehodom. Veliko večja gomila kot zdajšnja je najbrž imela popoln krog robnih kamnov po črti starega jarka henge, ki ustvarja izrazit varovalni zid okoli gomile s premerom 26 m. Pokopna komora je bila povsem zaprta v gomili namesto stene, ponovno odprte navzven, kar je posledica prenove. v komori in prehodu so našli posamezne zažgane in zgorele človeške kosti, kar kaže na različne pogrebne prakse, v vsakem primeru pa na ponovno uporabo groba očitno poleg starih ostankov. 
Na koncu obdobja njegove uporabe je bil grob "zaprt" z velikim kamnom čez vhod med dvema portalnima kamnoma.

## Arheologija
Najstarejši arheološki opisi segajo do okoli leta 1800. Leta 1796 je bil uvrščen na seznam angleseyjskih kromlehov v valižanskem registru (Cambrian Register). Leta 1802 je Rev John Skinner naredil desetdnevni izlet po otoku Anglesey in opisal, a nikoli objavil, številna arheološka najdišča, ki jih je obiskal. Nazadnje je bil opis leta 1908 objavljen kot dodatek v reviji Archaeologia cambrensis. Ob obisku Bryn Celli Dduja so mu povedali, da je bila grobnica odkrita generacijo prej, ko je kmet iskal uporaben kamen. Pogled na kamnit steber je vznemiril odkritelja, toda iskanje zaklada ga je zamikala, ko je izkopal steber. 
Ob uplenjenih gibljivih kamnih je spomenik izkopal W. J. Hemp leta 1928/29. Razkril je veliko zaporedno uporabo na kraju samem in našel Kamen z vzorcem. Že takrat so ga preselili v Narodni muzej Walesa in ga nadomestili z repliko, ki stoji zunaj ob steni, vendar na območju izvirne gomile in blizu kraja, na katerem je bil najden. Steber so postavili pokonci, kamnito gomilo, hodnik in komoro ponovno zasuli z zemljo, a je bilo očitno veliko manj razpoložljivega gradiva kot prvotno. Dodali so še nekaj dodatnih konkretnih strešnih plošč.
Norman Lockyer, ki je leta 1906 objavil prvo sistematično študijo megalitske astronomije, je trdil, da je Bryn Celli Ddu zaznamoval poletni solsticij. Takrat so se mu posmehovali, vendar so raziskave Christopherja Knighta in Roberta Lomasa leta 1997/98 pokazale, da je to res.  Steve Burrow, kustos neolitske arheologije Narodnega muzeja Walesa (Amgueddfa Cymru), je nedavno podprl teorijo o poletnem solsticiju. To je povezalo Bryn Celli Ddu z drugimi, kot so Maeshowe, Orkney in Newgrange na Irskem, ki nakazujejo zimski solsticij. Morda se vloga Newgrangea ujema z Bryn Celli Ddujem.

## Film
Vijugast vzorec in grobnica sta prikazana v kratkem animiranem filmu Songs from Stones o nekaterih znanih arheoloških nahajališčih in artefaktih Angleseyja, ki je bil leta 2012 posnet za kulturno olimpijado. 

## Galerija
- Jugozahodna stran. Replika okrašenega kamna stoji zunaj jugozahodnega vhoda v grobni komori.
- Vhod, portalni in robni kamni na vzhodni strani
- Pogled v notranjost hodnika
- Hodnik
- Kamniti steber
- Izvirni kamen z vzorcem vijug, najden v komori, zdaj v Narodnem muzeju Walesa